# Emília Vášáryová
Emília Vášáryová, Doctor Artis Dramaticae (n. 18 mai 1942, Horná Štubňa, Žilinský kraj, Slovacia), este o actriță slovacă de teatru, film și de televiziune, supranumită „Prima Doamnă a Teatrului Slovac”. De-a lungul carierei sale de peste cinci decenii, a primit numeroase premii, printre care Artist Emerit (1978), Premiul Alfréd Radok  (1996),  Leul Ceh Golden Goblet (2008), și, cel mai recent, diploma de onoare Doctor Artis Dramaticae Honoris Causa (2010, singura femeie care a primit acest titlu până în prezent) și ELSA (2010). În timp ce sora ei este fosta diplomată Magdaléna Vášáryová, mass-media cehă o consideră un „consul onorific pentru relațiile dintre cehi și slovaci”.

## Biografie

### Primii ani

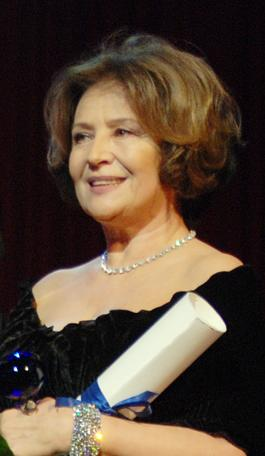
Vášáryová la Bratislavský bál 2011, onorată cu premiul Bratislavská Čučoriedka

Vášáryová s-a născut în Horná Štubňa, Prima Republica Slovacă. Cu toate acestea, împreună cu sora mai mică Magdaléna (care a devenit și ea o actriță populară), a fost crescută în Banská Štiavnica, unde ambii părinți au predat. Tatăl ei, Jozef Vášáry, a predat literatură și gramatică slovacă la gimnaziu, iar mama sa, Hermína, a predat limba germană.
Încă din copilărie, Vášáryová a jucat teatru de amatori și a participat la gimnastică. În timp ce era la liceul JSŠ din Štiavnica, ea a fost aleasă pentru un rol cameo în filmul slovaco-maghiar, Dáždnik svätého Petra (Umbrela Sfântului Petru). Ea a jucat rolul unei tinere servitoare cu o singură replică: "Sosesc, sosesc!". Filmul color a fost lansat în ambele regiuni de Crăciun, în 1958, fără a fi menționat numele ei.

### Anii 1960
Cu toate că a decis să studieze lingvistica sau istoria artei la universitate, din cauza lipsei așa-numitelor „documente confidențiale” (emise de Partidul Comunist din Cehoslovacia), Vášáryová a continuat să studieze la Academia de Actorie din Bratislava, unde a urmat cursuri de teatru, în cele din urmă.
În timpul facultății, a primit câteva roluri secundare în două filme alb-negru, Na pochode sa vzdy nespieva (1960) și Polnocná omsa (1962). Odată cu filmul TV Mladé letá (1962) a apărut pentru prima dată la televizor. Ca o recunoaștere a talentului ei, a primit primul ei rol principal (ca "Diana") în filmul lui Vojtěch Jasný, Când vine pisica, în care o pisică magică dezvăluie adevărata natură a tuturor celor pe care îi privește. Filmul a avut premiera la Cannes în mai 1963, obținând două premii importante în Franța, Premiul C.S.T. și Prix du Jury. Când vine pisica a câștigat o serie de premii la diferite festivaluri internaționale din Spania, Grecia, Columbia și Italia.
În decembrie 1963, are premiera Tvár v okne (O față la fereastră, regia Peter Solan) cu Ladislav Chudík și Štefan Kvietik în rolurile principale, ambii vor avea un impact semnificativ asupra carierei Vášáryovei. Kvietik a jucat frecvent rolul „soțului” ei în multe filme. 
În 1964, în urma unei oferte a lui Ladislav Chudík, Vášáryová s-a alăturat trupei Teatrului Național din Slovacia la 1 august, în ciuda faptului că au apărut frustrări din partea actorilor seniori, cărora li i s-a părut prea tânără și fără experiență pentru prima scena a țării. Înainte de aceasta, ea a petrecut un sezon la teatrul Nová scéna, unde a apărut în patru producții în total, mulțumită Magdei Husáková-Lokvencová, prima soție a ultimului președinte al Cehoslovaciei, Gustáv Husák.
Debutul ei pe scena Teatrului Național din Slovacia a fost ca Ofelia într-o producție a piesei Hamlet. Pentru rolul Elena din Visul unei nopți de vară de Shakespeare și ca Florelle în comedia El Maestro de danzar de Lope de Vega, ea a primit premiul Janko Borodáč în 1967. 
În cinematografie, actrița a apărut în comedia pseudo-istorică Cronica unui bufon, care i-a adus regizorului Karel Zeman două premii la Festivalul International de Film de la San Francisco din 1964 (pentru cel mai bun film și cea mai bună regie), precum și premiul întâi la Festivalul International de Film de la Addis Ababa, în Etiopia.
Alte filme de lungmetraj în care a jucat Emília Vášáryová în această perioadă sunt Námestie svätej Alžbety (Piața Sfânta Elisabeta, 1965), Majster kat (1966), Oameni în rulotă (1966), Drak sa vracia(1967)  și Niet inej cesty (1968). Simultan, Vášáryová a început o carieră în televiziune, câștigând la Brno prima ediție a concursului național de televiziune Zlatý krokodýl în 1968[X] ca cea mai populară actriță din 1967.

### Anii 1970
Alături de roluri pe scenă (în piese ca Herod și Irodiada de Pavol Országh Hviezdoslav, în Vassa Jeleznova și Cei din urmă de Maxim Gorki, Aventura din Ziua Recunoștinței de Ján Palárik,  Antigona de Sofocle și Război și pace de Lev Tolstoi - Erwin Piscator), Vášáryová a dezvoltat o cariera și în televiziune, cu roluri în Balada o siedmich obesených (1968), Parížski mohykáni (1971), Kocúrkovo (1971), Bačova žena (1972), Monna Vanna (1973) și Netrpezlivosť srdca (1974; în ultimul a jucat și sora ei Magdaléna Vášáryová). A fost distribuită în mai multe filme. Medená veža, regizat de Martin Hollý Jr. (care a mai colaborat cu Vášáryová în Balada o siedmich obesených) a obținut un premiu special la cel de-al 21-lea Festival de Film al Proletarilor (FFP) în 1970. Deň, ktorý neumrie (Ziua care nu moare) regizat de Martin Ťapák a primit diverse premii interne pentru cel mai bun regizor și cel mai bun actor principal (actorul Štefan Kvietik).
A doua jumătate a anilor 1970 a fost un sezon foarte reușit pentru artistă, a cărei activitate a fost apreciată în cinematografie și foarte mult în teatru. Ca „Zuza” în Kto odchádza v daždi (regia Martin Hollý, Jr), Vášáryová a primit la Praga premiul ZČDU la cel de-al 13-lea Festival al Filmului Cehoslovac (FČSF) ca cea mai bună actriță a anului 1975. 
Červené víno (Vin roșu) de Andrej Lettrich, care a primit premiul de stat Klement Gottwald pentru regie, a câștigat multă popularitate atât pe ecran, cât și în televiziune (unde drama a fost împărțită într-o mini-serie TV cu două episoade). Advokátka (Avocatul), regizat tot de Lettrich, a câștigat premiul pentru cel mai bun film la cel de-al 16-lea Festival al Filmului Cehoslovac (FČSF) din České Budějovice în 1978 și i-a adus actriței Vášáryová al doilea său premiu ZČDU la cel de-al 21-lea festival internațional de film de la Karlovy Vary (1978) de la Karlovy Vary și, în gtup, placa de aur comemorativă ÚV SZŽ. De asemenea, ea a primit titlul onorific de Artist Emerit (zasloužilý umělec).  

### Anii 1980
Anii 1980 nu au fost ani importanți în cariera sa, cu toate că a apărut în peste 30 de filme de televiziune. Cariera ei în cinematografie s-a oprit după ce a împlinit patruzeci de ani. Singurele două filme în care a jucat au fost basmele Plavčík a Vratko (1981), regizat de Martin Ťapák în a treia lor colaborare (filmele anterioare au fost Putovanie do San Jaga și Deň, ktorý neumrie), și O sláve a tráve (Despre faimă și iarbă, 1984), regizat de Peter Solan. Creatorul de costume al ambelor filme a fost cel de-al doilea soț al Vášáryovei, Milan Čorba.
A început să se concentreze doar asupra carierei sale în teatru. Ea a jucat rolul principal din piesa Ifigenia în Taurida de Johann Wolfgang von Goethe. La sfârșitul deceniului, Vášáryová a ținut prelegeri de teatru la Academia de Actorie din Bratislava. (Unul dintre foștii ei studenți a fost actrița Barbora Bobuľová, care a avut ulterior o carieră internațională, inclusiv premiată cu David di Donatello și Nastro d'Argento).

### Anii 1990
În urma premiului pentru contribuția sa de o viață (za vynikající výsledky v herecké tvorbě), oferit de Ministerul Culturii în 1991, Vášáryová a început al patrulea deceniu al carierei sale în televiziune. A jucat în  șaisprezece piese pentru televiziune în anii 1990. Vášáryová a primit rolul principal feminin în piesa La Musica a scriitoarei Marguerite Duras,  pentru care a câștigat în 1992 un premiu Telemuse pentru cea mai bună actriță de televiziune. În același timp, la aproape opt ani de la ultima sa apariție pe marele ecran, actrița a revenit în filme cu rolul „Silvia” în Țiganul Roșu (1992), în regia lui Branislav Mišík. Ea a fost distribuită în Hazard (1995), debutul regizoral al lui Roman Petrenko, bazat pe o poveste adevărată, în care a jucat alături de Marek Vašut. Tomáš Krnáč a distribuit-o pe Vášáryová în scurtmetrajul Vyššia moc (1996) în rolul unei dive diagnosticate cu o boală gravă. În teatru, a fost apreciată pentru interpretarea sa ca „Sora mai mică” în piesa lui Thomas Bernhard, Ritter, Dene, Voss, prezentată la Teatrul Divadlo na Zábradlí din Praga în 1996. Această piesă a fost, de asemenea, premiată ca cea mai bună piesă din 1996.

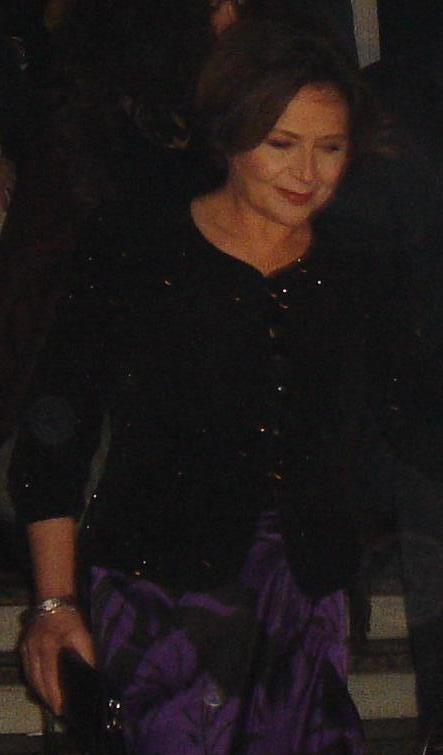
Vášáryová la premiile Leul Ceh 2009

Începând cu a doua jumătate a anilor 1990, Vášáryová, în vârstă de cincizeci de ani, și-a reconstruit cu succes cariera cinematografică, ca urmare a noilor roluri provocatoare pe care actrița urma să le primească. După Klietka (Cușca, 1999), a părăsit televiziunea timp de aproape un deceniu. A apărut în Orbis Pictus regizat de Martin Šulík, filmul lăudat la Festivalul Internațional de Film de la Mannheim-Heidelberg, în care Vášáryová a primit rolul unei mame. A apărut și în debutul oficial al regizoarei Eva Borušovičová, Modré z neba (1997), care a fost nominalizat la mai multe festivaluri, inclusiv la cel de-al 32-lea Festival de Film de la Karlovy Vary sau la festivalul independent de film Cinequest, organizat anual la San Jose, California. Návrat ztraceného ráje (Întoarcerea în paradisul pierdut) de Vojtěch Jasný a intrat în concurs la Festivalul Mondial de Film de la Montreal. Următorul film în care a apărut a fost Pelíšky (1999) o comedie regizată de Jan Hřebejk, iar Vášáryová a devenit cel mai important mentor al regizorului și în anii 2000. În teatru, a primit în 1999 premiul Aripa de Cristal (Krištáľové krídlo) pentru cel mai bun artist în teatru/film - pentru rolul lui Agnes în piesa lui Edward Albee, Echilibru fragil. Pentru rolul Bătrânei din tragedia absurdă a lui Eugen Ionescu Scaunele, ea a primit premiul DOSKY, premiul Jozef Kroner și premiul Fondului de Literatură LitFond (toate în 2000).

### Anii 2000
În 2001, Vášáryová a ieșit pe locul I într-un sondaj național în rândul jurnaliștilor, fiind considerată „actrița secolului” în țara sa natală. Printre cele peste zece roluri de scenă pe care le-a studiat pentru teatrul slovac în această perioadă, a interpretat-o și pe Maria Callas în piesa Master Class a lui McNally, pentru care a fost premiată atât cu premiul DOSKY cât și cu premiul LitFond în 2002. În 2009, ea a jucat rolul principal în Mutter Courage și copiii ei de Bertolt Brecht și Desseau, iar în 2011 a fost distribuită ca Violet Weston în piesa August: Lost in Oklahoma scrisă de Tracy Letts. Pentru rolul Stevie Grey în The Goat or Who is Sylvia? de Edward Albee a primit premiul DOSKY în 2004. A apărut și în alte teatre locale, precum L&S Studio (în piesa Život na trikrát în 2003 sau Rybárik kráľovský în 2009)  sau teatrul GUnaGU (în piesa lui Viliam Klimáček, Fața ascunsă a Lunii, Odvrátená strana mesiaca, în 2015).  În afară de acestea, a fost distribuită într-o serie de producții din Praga, în special pentru Studio DVA.
La TV, în anii 2000 a apărut printre altele în telenovela Ordinácia v ružovej záhrade (2007), în serialul TV Kriminálka Staré Mesto (2010) sau în filmul TV ceh Piknik regizat de Hynek Bočan (2014). 
Note
- ^X Emisiunea originală a fost transmisă până în 1989. În 1990, Crocodilul de Aur a fost înlocuit de emisiunea  I Like. În Slovacia, premiile OTO au fost acordate din 2000.

## Premii
| An             | Premiu                         | Categorie                             | Lucrare nominalizată                                           | Rezultat       | Rezultat |
| Cinematografie | Cinematografie                 | Cinematografie                        | Cinematografie                                                 | Cinematografie |          |
| -------------- | ------------------------------ | ------------------------------------- | -------------------------------------------------------------- | -------------- | -------- |
| 1975           | Premiul ZČDU                   | - Cea mai bună actriță                | Kto odchádza v daždi...                                        | Câștigat       |          |
| 1978           | Premiul ZČDU                   | - Cea mai bună actriță                | Advokátka                                                      | Câștigat       |          |
| 1978           | Placa Comemorativă ÚV SZŽ      | - Cea mai bună actriță                | Advokátka                                                      | Câștigat       |          |
| 2004           | Leul Ceh                       | - Cea mai bună actriță                | Horem pádem                                                    | Câștigat       |          |
| 2005           | Premiul Cinema                 | - Cea mai bună actriță                | Horem pádem                                                    | Câștigat       |          |
| 2005           | Premiul SFZ                    | - Cea mai bună actriță                | Horem pádem                                                    | Câștigat       |          |
| 2005           | Premiul ÚSTT                   | - Cea mai bună actriță                | Horem pádem                                                    | Câștigat       |          |
| 2005           | Premiul LitFond                | - Cea mai bună actriță                | Horem pádem                                                    | Da             |          |
| 2008           | Golden Goblet                  | - Cea mai bună actriță                | Václav                                                         | Câștigat       |          |
| 2008           | Leul Ceh                       | - Cea mai bună actriță - rol secundar | Nestyda                                                        | NominalizareA  |          |
| 2014–2015      | Premiul Sun in Net             | - Cea mai bună actriță                | Eva Nová                                                       | Câștigat       |          |
| Televiziune    |                                |                                       |                                                                |                |          |
| 1968           | Crocodilul de aur              | - Cea mai populară actriță            | diverse roluri în TV                                           | Câștigat       |          |
| 1992           | Telemuse                       | - Cea mai bună actriță                | La Musica (de M.Duras) / Mother of Jesus                       | Câștigat       |          |
| 1995           | Telemuse                       | - Cea mai bună actriță - dublaj       | The Broken Hearts                                              | Câștigat       |          |
| 1999           | Golden Loop                    | - Cea mai bună actriță - dublaj       | Guarding Tess                                                  | Câștigat       |          |
| 2001           | Premiul Igric                  | - Cea mai bună actriță                | The Cage                                                       | Câștigat       |          |
| 2001           | Premiul OTO                    | - cea mai bună actriță - TV           | diverse roluri în TV                                           | NominalizareB  |          |
| 2002           | Premiul OTO                    | - cea mai bună actriță - TV           | diverse roluri în TV                                           | NominalizareC  |          |
| 2003           | Premiul OTO                    | - cea mai bună actriță - TV           | diverse roluri în TV                                           | NominalizareD  |          |
| 2004           | Premiul OTO                    | - cea mai bună actriță - TV           | diverse roluri în TV                                           | NominalizareE  |          |
| 2005           | Premiul OTO                    | - cea mai bună actriță - TV           | diverse roluri în TV                                           | NominalizareE  |          |
| 2009           | Premiul OTO                    | - cea mai bună actriță - TV           | diverse roluri în TV                                           | NominalizareF  |          |
| 2009           | ELSA Award                     | - Cea mai bună actriță                | The Archive                                                    | Câștigat       |          |
| 2010           | Premiul OTO                    | - cea mai bună actriță - TV - dramă   | diverse roluri TV                                              | Câștigat       |          |
| 2011           | Premiul OTO                    | - cea mai bună actriță - TV - dramă   | diverse roluri TV                                              | Nominalizare   |          |
| Teatru         |                                |                                       |                                                                |                |          |
| 1967           | Premiul Janko Borodáč          | - Cea mai bună actriță                | The Dancing Master (de Lope de Vega) A Midsummer Night's Dream | Câștigat       |          |
| 1983           | Premiul Andrej Bagar           | - Cea mai bună actriță                | Iphigenia in Tauris                                            | Câștigat       |          |
| 1996           | Premiul Alfréd Radok           | - Cea mai bună actriță                | Ritter, Dene, Voss                                             | Câștigat       |          |
| 1996           | Premiul LitFond                | - Cel mai bun rol - teatru            | Livada de vișini                                               | Câștigat       |          |
| 1998           | Crystal Wing                   | - Cel mai bun rol - teatru/film       | A Delicate Balance                                             | Câștigat       |          |
| 2000           | Premiul DOSKY                  | - Cea mai bună actriță                | The Chairs                                                     | Câștigat       |          |
| 2000           | Premiul Jozef Kroner           | - Cea mai bună actriță                | The Chairs                                                     | Câștigat       |          |
| 2000           | Premiul LitFond                | - Cea mai bună actriță                | The Chairs                                                     | Câștigat       |          |
| 2002           | Premiul LitFond                | - Cea mai bună actriță                | Master Class                                                   | Câștigat       |          |
| 2002           | Premiul DOSKY                  | - Cea mai bună actriță                | Master Class                                                   | Câștigat       |          |
| 2003           | Tatra Banka Reward             | - Cel mai bun rol                     | Necunoscut                                                     | Câștigat       |          |
| 2004           | DOSKY Award                    | - Cea mai bună actriță                | The Goat, or, Who is Sylvia?                                   | Câștigat       |          |
| 2006           | Premiul Kobanadi               | - Cea mai bună actriță                | Joseph and Marie (de Peter Turrini)                            | Câștigat       |          |
| 2006           | To Najlepšie z Humoru Festival | - Alegerea publicului                 | The Last Cigar (de B. Ahlfors)                                 | Câștigat       |          |

Note
- A Câștigat de Lenka Termerová pentru rolul  Mama în Děti noci în regia Michaela Pavlátová . [53]
- B Câștigat de Zdena Studenková . Vášáryová s-a clasat pe locul trei, după Anna Šišková . [54]
- C Câștigat de Zdena Studenková. Vášáryová s-a clasat pe locul trei, după Kamila Magálová .
- D câștigat de Zdena Studenková. Vášáryová s-a clasat pe locul doi, urmată de Kamila Magálová.
- E câștigat de Zdena Studenková. Vášáryová s-a clasat pe locul trei, după Magda Paveleková .
- F Câștigat de Petra Polnišová. Vášáryová s-a clasat pe locul trei, după Gabriela Dzúriková.